# رد رود
رِد رُوْد (انگلیسی: Red Road) فیلمی درام به کارگردانی آندریا آرنولد محصول سال ۲۰۰۶ است. از بازیگران آن می‌توان به کیت دیکی، تونی کورران و ناتالی پرس اشاره کرد. فیلم برندهٔ جایزه هیئت داوران جشنواره فیلم کن شده است.